# Korobejnyiki
A Korobejnyiki (cirill betűs írással: Коробейники, orosz jelentése: „vándorárusok”, más néven: Korobuska (Коробушка)) egy 19. századi orosz dal. Világszerte ismertté az 1980-as évek végétől vált a Tetris játékok zenéjeként. A dalszöveg egy vándorárus és egy lány találkozásáról szól, amelynek során az árus a lánytól csókot „vásárol”, sőt, valószínűleg ennél többet is, mivel a szöveg céloz rá, bár titokban marad, hogy valójában mi történik még.

## Története
A dal szövege Nyikolaj Alekszejevics Nyekraszov 1861-ben keletkezett verse. Abban az 1946-ban megnyílt szentpétervári múzeumban, amelyet abban a házban rendeztek be, ahol a költő Avdotyja Panajeva nevű feleségével élt, többek között ennek a versnek egy példányát is kiállították. 1989-ben Tanaka Hirokazu átdolgozta a dalt, és megtette a Tetris Nintendo Game Boyos változatának zenéjévé, amely azóta a Tetris „»A« típusú” zenéjeként ismert. Ugyanez a zene jelent meg többek között 1994-ben a Super Nintendo Tetris & Dr. Mario játékában, valamint 2006-ban a Tetris DS-ben is. A zene remix változata választható a Super Smash Bros. Brawlban is.
A Korobejnyiki felhangzik a No, megállj csak! című rajzfilmsorozat 1993-ban megjelent, 17. részében is.

## Szövege
A dal többféle szövegváltozattal létezik, az eredeti a következő:
| Ой, полна, полна коробушка,  | Oj, polna, polna korobuska,      | Oh, a láda telis-teli,                 |
| Есть и ситец и парча.        | Jeszty i szityec i parcsa.       | Van itt vászon és brokát.              |
| Пожалей, моя зазнобушка,     | Pozsalej, moja zaznobuska,       | Szánd meg, édesem,                     |
| Молодецкого плеча!           | Mologyeckovo plecsa!             | ennek a bátor fickónak a vállát!       |
|                              |                                  |                                        |
| Выди, выди в рожь высокую!   | Vigyi, vigyi v rozs viszokuju!   | Kimegyek, kimegyek a magas rozsmezőbe! |
| Там до ночки погожу,         | Tam do nocski pogozsu,           | Az éj leszálltáig várok                |
| А завижу черноокую –         | A zavizsu csernookuju            | a fekete szemű lányra,                 |
| Все товары разложу.          | Vsze tovari razlozsu.            | minden árumat megmutatom neki.         |
|                              |                                  |                                        |
| Цены сам платил немалые,     | Ceni szam platyil nyemalije,     | Nem kis árat fizettem érte,            |
| Не торгуйся, не скупись:     | Nye torgujszja, nye szkupisz:    | ne alkudozz, ne fukarkodj:             |
| Подставляй-ка губы алые,     | Podsztavljaj-ka gubi alije,      | nyújtsd ide piros ajkaid,              |
| Ближе к милому садись!»      | Blizse k milomu szagyisz!        | ülj közelebb ehhez a helyes fickóhoz!  |
|                              |                                  |                                        |
| Вот и пала ночь туманная,    | Vot i pala nocs tumannaja,       | Leszállt a ködös éjszaka,              |
| Ждет удалый молодец.         | Zsgyet udalij mologyec.          | a bátor fiú vár.                       |
| Чу, идет! — пришла желанная, | Csu, igyet! - prisla zselannaja, | Csitt, ez ő! Jön az áhított lány,      |
| Продает товар купец.         | Prodajet tovar kupec.            | a kereskedő eladja az áruit.           |
|                              |                                  |                                        |
| Катя бережно торгуется,      | Katya berezsno torgujetszja,     | Kátya gondosan alkudozik,              |
| Всё боится передать.         | Vszjo boitszja peredaty.         | Fél, hogy túl sokat fizet,             |
| Парень с девицей целуется,   | Pareny sz gyevicej celujetszja,  | A fiú megcsókolja a lányt,             |
| Просит цену набавлять.       | Proszit cenu nabavljaty.         | és kéri, hogy emelje az árat.          |
|                              |                                  |                                        |
| Знает только ночь глубокая,  | Znajet tolko nocs glubokaja,     | Csak a mélységes éjszaka tudja,        |
| Как поладили они.            | Kak polagyili onyi.              | miben egyeztek meg,                    |
| Распрямись ты, рожь высокая, | Raszprjamisz ti, rozs viszokaja, | egyenesedjetek fel, magas rozsszárak,  |
| Тайну свято сохрани!         | Tajnu szvjato szohranyi!         | és őrizzétek gondosan titkukat!        |
|                              |                                  |                                        |
| Ой! легка, легка коробушка,  | Oj! legka, legka korobuska,      | Oh, a láda olyan könnyű,               |
| Плеч не режет ремешок!       | Plecs nye rezset remesok!        | a szíj nem vág bele a vállamba,        |
| А всего взяла зазнобушка     | A vszevo vzjala zaznobuska       | minden, amit a lány elvitt,            |
| Бирюзовый перстенек.         | Birjuzovij persztyenyek.         | egy türkizköves gyűrű volt.            |
|                              |                                  |                                        |
| Дал ей ситцу штуку целую,    | Dal jej szitcu stuku celuju,     | Egy egész darab vásznat adtam neki,    |
| Ленту алую для кос,          | Lentu aluju dlja kosz,           | egy vörös szalagot a hajfonatába,      |
| Поясок — рубаху белую        | Pojaszok - rubahu beluju         | egy övet a fehér inghez,               |
| Подпоясать в сенокос, -      | Podpojaszaty v szenokosz,        | összefogni a kévéket.                  |
|                              |                                  |                                        |
| Всё поклала ненаглядная      | Vszjo poklala nyenagljadnaja     | Az édes visszatett mindent             |
| В короб, кроме перстенька:   | V korob, krome persztyenyka:     | a dobozba, kivéve a gyűrűt:            |
| Не хочу ходить нарядная      | Nye hocsu hogyity narjadnaja     | Nem akarok kiöltözve járni             |
| Без сердечного дружка!       | Bez szergyecsnovo druzska!       | jegyes nélkül!                         |